# Джордж Вашингтон
Вижте пояснителната страница за други личности с името Вашингтон.
Джордж или Георг Вашингтон (на английски: George Washington, произнася се Джордж Уошингтън) е американски генерал и политик, известен като първия президент на САЩ (1789 – 1797).
Вашингтон е главнокомандващ на Континенталната армия по време на Американската война за независимост (1775 – 1783), както и председател на Конституционния конвент от 1787 г.
За ролята, която играе в осигуряването на американската независимост, Джордж Вашингтон е признат от американските правителства за една от най-значимите фигури в историята на САЩ. За разлика от мнозина революционни водачи, които се стремят да запазят спечелената власт и така се превръщат в монарси или диктатори, Вашингтон доброволно се отказва от нея. Като полага основите в създаването на най-силната и влиятелна държава в Северна Америка и света, заслужава още приживе почетната титла „баща на нацията“.

## Произход и ранни години (1732 – 1754)
Роден е на 22 февруари 1732 г. (11 февруари 1732 г. стар стил) в Поупс Крийк, Пленшън, южно от Колониал Бийч в окръг Уестморланд, Вирджиния. Рожденият му ден се празнува по григорианския календар, т.е. по нов стил. По негово време английската година започва на 25 март (Благовещение) – допълнителна причина за честото объркване на датата му на раждане.
Вашингтон е част от културния и икономически елит на робовладелците плантатори във Вирджиния. Родителите му Огъстин Вашингтон (1693 – 12 април 1743) и Мери Бол (1708 – 25 август 1789) са потомци на английски преселници; Джордж е първото от шестте им деца. Огъстин Вашингтон е мирови съдия и видна обществена фигура, който има още четири деца от първия си брак с Джейн Бътлър. Вашингтон не е близък с баща си и рядко го споменава в по-късните години; в лоши отношения е и с майка си. Сред своите братя и сестри той е особено близък с по-големия си полубрат Лорънс.
Семейството се премества в плантация на Литъл Хънтинг Крийк през 1735 г., преди да се установи във фермата „Фери“ близо до Фредериксбърг, през 1738 г. Тук Вашингтон прекарва голяма част от детството си, като често посещава английските си братовчеди в Чотанк, окръг Кинг Джордж. 
Когато баща му Огъстин умира през 1743 г., Джордж наследява фермата „Фери“ и десет роби; Лорънс наследява Литъл Хънтинг Крийк и го преименува на Маунт Върнън. Поради смъртта на баща си, Вашингтон няма формалното образование, което по-големите му полубратя получават в Англия; вместо това посещава църковното училище в Хартфийлд. В значителна степен се образова сам, като стремежът си към знания удовлетворява с четене на книги по география, военна история, селско стопанство, математика и земемерство; става талантлив чертожник и картограф. Като юноша Вашингтон съставя над сто правила за социално поведение, оформени като „Правила на вежливостта“, копирани от английски превод на френски пътеводител.

Вашингтон често посещава Белвоар, плантацията на Уилям Феърфакс, тъст на Лорънс, и Маунт Върнън. Феърфакс става покровител и като втори баща на Вашингтон. През 1748 г. Вашингтон прекарва един месец с екип, който изследва имота на Феърфакс в долината Шенандоа. На следващата година той получава лиценз за геодезист от Вирджинския колеж „Уилям и Мери“. Въпреки че Вашингтон не преминава обичайното чиракуване, Томас Феърфакс (братовчед на Уилям) го назначава за геодезист на окръг Кълпепър, Вирджиния. Вашингтон полага клетва на 20 юли 1749 г. и подава оставка на следващата година. До 1752 г. той купува почти 600 ha в долината Шенандоа и притежава общо 937 ha.
През 1751 г. Вашингтон напуска континенталната част на Северна Америка за първи и единствен път, когато придружава Лорънс до Барбадос, надявайки се климатът да излекува туберкулозата на брат му. Самият Вашингтон се заразява с едра шарка по време на пътуването; той оцелява, но лицето му завинаги остава белязано от болестта. Лорънс умира през 1752 г. и Вашингтон наема Маунт Върнън от вдовицата му Ан; той наследява имота изцяло след смъртта на Ан през 1761 г.
Вашингтон е положен за франкмасон във Фредериксбърг на 4 февруари 1752 г.

## Война с Франция и индианците (1752 – 1759)
Службата на Лорънс Вашингтон като генерал-адютант в милицията на Вирджиния вдъхновява Джордж също да потърси назначение в милицията. Вицегубернаторът на Вирджиния, Робърт Динуиди, назначава Вашингтон за майор и командир на един от четирите милиционерски района. 

На 22 години Джордж Вашингтон е сред първите участници в конфликт, който по-късно се превръща в мащабна война. През 1752 г. Франция започва военна окупация на Охайо, към които територии има претенции и Вирджиния. Британците и французите се състезават за контрол над долината на река Охайо, като британците строят крепости по протежение на реката, а французите между реката и езерото Ери. През октомври 1753 г. Динуиди назначава Вашингтон за специален пратеник, който да изиска от френските сили да напуснат земя, върху която претенции имат британците. На Вашингтон също така е наредено да сключи мир с Конфедерацията на ирокезите и да събере разузнавателна информация за френските сили. Вашингтон се среща с лидера на ирокезите Танахарисон в Логстаун. Вашингтон разказва, че на тази среща Танахарисон го е нарекъл Конотокаврий. Това име, което означава „разрушаващ градове“, преди това е било дадено на неговия прадядо Джон Вашингтон в края на XVII век от Саскуеханок.
Групата на Вашингтон достига река Охайо през ноември 1753 г. и е пресрещната от френски патрул. Отрядът e ескортиран до Форт Льо Бьоф, където Вашингтон e посрещнат приятелски. Той предава британското искане за напускане на френския командир Жак Легардьор дьо Сен-Пиер, но французите отхвърлят ултиматума. Сен Пиер дава официалния си отговор на Вашингтон след няколко дни и предоставя храна и зимно облекло за пътуването на отряда му обратно до Вирджиния. Вашингтон завършва несигурната мисия в трудни зимни условия, постигайки известно признание, когато докладът му е публикуван във Вирджиния и Лондон.
През февруари 1754 г. Динуиди повишава Вашингтон в подполковник и втори в командването на Първи вирджински полк от 300 души, със заповед да се изправи срещу французите на мястото, където реките Алигени и Мононгахела се сливат в река Охайо. Вашингтон тръгва с половината от полка през април и скоро разбира, че френски сили от 1000 души са започнали строителството на Форт Дюкен на реката. През май, след като се установява на отбранителна позиция, Вашингтон научава, че французите са направили лагер на 11 km разстояние и решава да предприеме офанзива. Френският отряд се оказва само около 50 души, така че на 28 май Вашингтон нарежда нападение от засада. Малкият му отряд, съставен от вирджинци и съюзници индианци, убива французите, включително техния командир Жозеф Кулон дьо Жюмонвил, който носи дипломатическо съобщение за британците. По-късно французите намират своите сънародници мъртви и скалпирани, обвинявайки Вашингтон, който се е оттеглил в укреплението Форт Несесити („необходимост“).
Останалата част от Първи вирджински полк се присъединява към Вашингтон на следващия месец с новината, че той е повишен в чин полковник и му е дадено командване на целия полк. Военната част на Вашингтон е подсилена от независима рота от сто южнокаролинци, водени от капитан Джеймс Макей; неговият чин в британската армия превъзхожда чина на Вашингтон и между двамата възниква конфликт за командването. На 3 юли 900 френски войници атакуват Форт Несесити и последвалата битка завършва с капитулация на Вашингтон. Вашингтон е освободен от французите срещу обещанието да не се връща в Охайо поне за година. Той подписва документ за капитулацията, съставен на френски език, в който е включено и признание, че именно Вашингтон е издебнал и е извършил „покушение“ срещу живота на Жюмонвил. Вашингтон не разбира френски и по-късно обвинява преводача, че не е превел правилно документа.
Вирджинският полк е разделен и на Вашингтон е предложена капитанска длъжност в един от новосформираните полкове, която той отказва, тъй като я счита за понижение от дотогавашния си чин, и напуска. Аферата „Жюмонвил“ се превръща в международен инцидент и допринася за започването на Френско-индианската война, част от Седемгодишната война.
През 1755 г. Вашингтон предлага помощта си на генерал Едуард Брадок, който ръководи британска експедиция за прогонване на французите от Форт Дюкен и връщане на контрола над окръг Охайо. По препоръка на Вашингтон Брадок разделя армията на една основна колона и втора по-малка, „летяща“ колона. Вашингтон страда от тежка дизентерия и когато се присъединява към Брадок в Мононгахела, все още е много болен. Именно тогава французите и техните индиански съюзници устройват засада на разделената армия. Две трети от британските сили загиват в последвалата битка при Мононгахела; самият Брадок също е убит. Така експедицията завършва с провал. Под командването на подполковник Томас Гейдж Вашингтон събира оцелелите и формира ариергард, позволявайки на остатаналите войници да се оттеглят. По време на битката Вашингтон прострелва два коня изпод него, а шапката и палтото му са пробити от куршуми. Поведението му по време на битката при Мононгахела подобрява репутацията му сред критиците на неговото командване в битката при Форт Несесити, но Вашингтон не е включен от новия командир, полковник Томас Дънбар, в планирането на следващите операции.
Във Вирджиния Вашингтон е обявен за герой. Първи вирджински полк е възстановен през август 1755 г. и Динуиди назначава Вашингтон за свой командир, отново с чин полковник. Вашингтон ръководи полка няколко години.
През 1758 г. Вашингтон отново е в действие и участва в експедицията на генерал Джон Форбс, която успешно отблъсква французите от Форт Дюкен. Генерал Форбс приема съветите на Вашингтон относно някои аспекти на експедицията, но отхвърля мнението му за най-добрия маршрут до крепостта. Въпреки това Форбс повишава Вашингтон в бригаден генерал и му дава командването на една от трите бригади, определени да атакуват крепостта. Французите обаче са изоставили крепостта и долината преди нападението и единственият инцидент е в резултат от приятелски огън, при който загиват 14 души и са ранени 26 души. Разочарован, Вашингтон напуска поста си скоро след това и се прибира в Маунт Върнън.
Под ръководството на Вашингтон Първи вирджински полк защитава 480 km от границата срещу двадесет индиански атаки в рамките на десет месеца. Той повишава професионализма на полка, който нараства от 300 на 1000 души. Вашингтон придобива самочувствие, лидерски умения и познания за британските военни тактики. Разрушителната конкуренция, на която става свидетел сред колониалните политици, по-късно насърчава подкрепата на Вашингтон за силно централизирано правителство.

## Брак и политическа кариера (1759 – 1775)
На 6 януари 1759 г. Вашингтон, тогава 26-годишен, се жени за Марта Дендридж Къстис, 27-годишната вдовица на богатия плантатор Даниел Парк Къстис. Марта е интелигентна, с приятен характер и опит в управлението на плантация; двойката има щастлив брак. Вашингтон осиновява двете деца на Къстис, но никога няма свои. Младата двойка се мести в Маунт Върнън, където се надяват да водят спокоен фермерски живот, отглеждайки тютюн и пшеница. Вашингтон става член на местния градски съвет.
Бракът дава на Вашингтон контрол върху зестрата на Марта, представляваща една трета от имението на Къстис с площ 7300 ha. Останалите две трети от плантацията Вашингтон управлява в полза на децата на Марта. В резултат на брака си Вашингтон става един от най-богатите хора във Вирджиния, което повишава социалния му статус.
По настояване на Вашингтон лорд Ботетур, губернатор на Вирджиния, изпълнява обещанието на Динуиди от 1754 г. да предостави премии под формата на земя на доброволците в милициите от времето на Френско-индианската война. В края на 1770 г. Вашингтон инспектира земите в регионите покрай Охайо и Канауа и ангажира геодезиста Уилям Крофърд да ги раздели на парцели. Крофърд парцелира 9400 ha и изпраща разпределението до Вашингтон. Той обаче казва на ветераните, че земята им е неподходяща за земеделие и им предлага да закупи 8153 ha; действията му оставят у хората усещане, че са били измамени. Вашингтон също така удвоява площта на Маунт Върнън до 2600 ha, а до 1775 г. броят на робите му надхвърля 100 души.

Като уважаван военен герой и голям земевладелец, той заема местни длъжности и е избран в законодателния орган на провинция Вирджиния, представлявайки окръг Фредерик в законодателния орган на Вирджиния в продължение на седем години, от 1758 до 1765 г. В началото на законодателната си кариера Вашингтон рядко говори или дори присъства на законодателни сесии, но от 1750 г. става по-активен политически, превръщайки се във виден критик на британското данъчно облагане и меркантилна политика спрямо американските колонии. Вашингтон внася луксозни стоки от Англия, плащайки за тях с износ на тютюн. Неговите разточителни разходи, съчетани с ниските цени на тютюна, водят до значителен дълг от 1800 британски лири през 1764 г. В следващите две години Вашингтон се стреми да диверсифицира своите активи: той променя основната реколта на Маунт Върнън от тютюн на пшеница и разширява операциите на плантацията, за да включи мелничарството и отглеждането на коноп. Доведената дъщеря на Вашингтон, Патси, страда от епилептични пристъпи и умира в Маунт Върнън през 1773 г., което позволява на Вашингтон да използва част от наследството от нейното имение, за да уреди дълговете си.
През 1774 г. Вашингтон вече е сред най-богатите хора в колониите. Същата година е избран за делегат от Вирджиния в Първия континентален конгрес. Когато напрежението нараства през 1774 г., Вашингтон помага за обучението на милиции във Вирджиния и организира изпълнението на решението на Конгреса за бойкот на британските стоки.

## Американската революция (1775 – 1783)
Американската война за независимост избухва на 19 април 1775 г. На 4 май Вашингтон спешно напуска Маунт Върнън, за да се присъедини към Втория континентален конгрес във Филаделфия. Въпреки че Американската революция все още не се е превърнала във война, напрежението между колониите и Великобритания продължава да расте – знак за това е фактът, че Вашингтон участва във Втория континентален конгрес изцяло във военна униформа – единственият делегат, облечен така. 
На 15 юни 1775 г. Континенталният конгрес назначава Вашингтон за главнокомандващ на току-що сформираната Континентална армия. Предложението за назначението идва от делегата от Масачузетс Джон Адамс, който изтъква „неговите умения като офицер…, големите му таланти и широко скроения му характер“. Вашингтон е избран единодушно от Конгреса на следващия ден. Той произнася благодарствена реч на 16 юни, като декларира отказ да получава заплата; в последствие разходите му са възстановени. Той поема командването на 3 юли.
Конгресът избира главните офицери в щаба на Вашингтон, включително Артемас Уорд, Хорацио Гейтс, Чарлз Лий, Филип Шуилър и Натаниъл Грийн. Хенри Нокс впечатлява Адамс и Вашингтон с познанията си по боеприпасите и е повишен в полковник и началник на артилерията. Вашингтон е впечатлен и от интелигентността и храбростта на Александър Хамилтън, когото по-късно повишава до полковник и назначава за свой адютант.
Първоначално Вашингтон забранява набирането на чернокожи войници, както свободни, така и роби. Британците виждат в това възможност да създадат разцепление в колониите и назначеният от Короната губернатор на Вирджиния издава прокламация, обещаваща свобода на робите, ако се присъединят към британските сили. В отговор на тази прокламация и нуждата от войски Вашингтон скоро отменя забраната си. До края на войната около една десета от войниците в Континенталната армия са чернокожи, като някои от тях след края на войната получават свободата си.

### Обсада на Бостън
През април 1775 г., в отговор на нарастващото бунтовническо движение, британските войски, водени от генерал Томас Гейдж, командир на британските сили в Америка, окупират Бостън. Местните милиции обграждат града и хващат британските войски в капан, което води до обсада. Когато Вашингтон се насочва към Бостън, той е посрещнат от аплодиращи тълпи, превръщайки се в символ на патриотичната кауза. При пристигането си на 2 юли Вашингтон незабавно инспектира армията, но установява, че разполага с една недисциплинирана милиция. След консултация с офицерите си той инициира предложените от Бенджамин Франклин реформи, въвеждайки военни обучения и налагайки строги дисциплинарни мерки. Вашингтон повишава някои от войниците, представили се добре в битката при Бънкър Хил, в офицерски ранг и отстранява офицери, които смята за некомпетентни. През октомври крал Джордж III обявява, че колониите са в открит бунт и освобождава Гейдж от командването, заменяйки го с генерал Уилям Хоу.

Когато река Чарлз замръзва, Вашингтон е нетърпелив да я пресече и да щурмува Бостън, но Гейтс и други офицери се противопоставят на идеята му необучена милиция да атакува добре подредени укрепления. Вместо това Вашингтон се съгласява като първа стъпка да завладее височините Дорчестър над Бостън, разполагайки там артилерия, и от там да изтласка британците. На 17 март 8906 британски войници, 1100 лоялисти и 1220 жени и деца започват хаотична морска евакуация. Вашингтон влиза в града с 500 души, на които е дал изрична заповед да не грабят. Той се въздържа от упражняване на военна власт в Бостън, оставяйки цивилните въпроси в ръцете на местните власти.

### Ню Йорк и Ню Джърси
След победата при Бостън Вашингтон правилно предполага, че британците ще се насочат към Ню Йорк за ответен удар. Британската армия, водена от генерал Хоу, се оттегля до Халифакс, Канада, а армията на Вашингтон се насочва към Ню Йорк в очакване на британска офанзива. Той пристига на 13 април 1776 г. и нарежда изграждането на укрепления. Вашингтон също така нарежда на силите си да се отнасят с уважение към цивилните и тяхната собственост, за да избегнат злоупотребите, които бостънци претърпяват от британските войски. Британските сили, включително повече от сто кораба и хиляди войници, започват да пристигат на Статън Айлънд през юли, за да обсадят града.
Числеността на войските на Хоу възлиза на общо 32 000 редовни войници и наемници; Вашингтон разполага с 23 000 души, предимно необучени новобранци и милиция. През август Хоу стоварва 20 000 войници в южната част на днешен Бруклин, и се приближава до укрепленията на Вашингтон. Отхвърляйки възраженията на своите генерали, Вашингтон избира да влезе в срежение, базирайки решението си на неточна информация – че армията на Хоу има само около 8000 войници. В битката при Лонг Айлънд Хоу атакува фланга на Вашингтон и 1500 бунтовници загиват. Вашингтон се оттегля в Манхатън. Той губи битката, но успява да спаси голяма част от силите си. 

Хоу преследва бунтовническата армия и скоро Вашингтон е принуден да изостави Форт Вашингтон в Манхатън и да се оттегли през река Хъдсън към Форт Лий. През ноември Хау превзема Форт Вашингтон. Намаляла до 5400 войници, армията на Вашингтон се оттегля през Ню Джърси. Променливият успех на битките поставя под съмнение успеха на Американската революция.
През нощта на 25 декември 1776 г. Вашингтон превежда американските сили през река Делауеър в Пенсилвания, за да нападне частите на генерал Хоу, разположени в Трентън, Ню Джърси, които не очакват нападение навръх Коледа. Отвъд реката към Вашингтон се присъединява генерал Джон Съливан с още 2000 войници.
При изгрев слънце на 26 декември 1776 г. Вашингтон, подпомогнат от полковник Нокс и артилерия, повежда хората си в успешна изненадваща атака.
Вашингтон продължава настъплението с изненадваща атака срещу генерал Чарлз Корнуолис, разположил се около Принстън. Това става преди 2 януари 1777 г. По този начин Вашингтон отвоюва колонията. Тази серия от успешни атаки значително повдигат духа на поддръжниците на независимостта.

### Филаделфия
През юли 1777 г. британският генерал Джон Бъргойн повежда своите британски войски на юг от Квебек и превзема Форт Тикондерога, възнамерявайки да раздели Нова Англия. Генерал Хоу обаче повежда армията си от Ню Йорк на юг, вместо да се присъедини към Бъргойн близо до Олбъни; целта му е да превземе колониалната столица Филаделфия. Вашингтон и Жилбер дьо Лафайет потеглят към Филаделфия, за да спраг Хоу. В битката при Брендиуайн на 11 септември 1777 г. Хоу надхитрява Вашингтон и навлиза без съпротива във Филаделфия. Атаката на Континенталната армия срещу британците при Джърмантаун през октомври се проваля, поради спусналата се мъгла и настъпилото объркване. В резултат на това Вашингтон е принуден да се оттегли за зимата.
В северната част на щата Ню Йорк колонистите са водени от генерал Хорацио Гейтс. Обезпокоен от евентуално придвижване на Бъргойн на юг, Вашингтон изпраща подкрепления на север с генералите Бенедикт Арнолд и Бенджамин Линкълн. На 7 октомври 1777 г. Бъргойн се опитва да превземе Бемис Хайтс, но е обграден и принуден да се предаде. Победата на Гейтс насърчава критиците на Вашингтон, които предпочитат Гейтс като военен лидер. Според биографа Джон Алдън, „беше неизбежно да се сравнят пораженията на силите на Вашингтон и съпътстващата победа на силите в горен Ню Йорк“. Възхищението към Вашингтон намалява. Въпреки че всички обстоятелства са срещу него обаче, чрез своята армия той успява да задържи британските сили в центъра на страната и по този начин дава възможност на Гейтс и Арнолд да спечелят битката при Саратога. 
Вашингтон и неговата армия от 11 000 мъже се разполагат на зимни квартири във Вали Фордж, северно от Филаделфия през декември 1777 г. В резултат на болести и липса на храна, облекло и подслон, между 2000 и 3000 души загиват, и армията намалява до под 9000 души. До февруари 1778 г. Вашингтон е изправен пред нисък морал на войските и нарастващ брой на дезертьорите. Вътрешен бунт от неговите офицери кара някои членове на Конгреса да обмислят отстраняването на Вашингтон от командването. Поддръжниците на Вашингтон категорично се възпротивяват и идеята в крайна сметка е изоставена.
Въпреки всичко армията на Вашингтон успява да се съвземе от загубите и прекараната тежка зима, и чрез тренировките, които прилага германският барон Фридрих фон Щойбен, значително подобрява боеспособността си.
В началото на 1778 г. французите се съюзяват с бунтовниците. През месец май Хоу подава оставка и е заменен от сър Хенри Клинтън. През юни британците евакуират Филаделфия към Ню Йорк. Вашингтон свиква военен съвет от американски и френски генерали и решава да нареди удар върху отстъпващите британци. Генералите Лий и Лафайет, без знанието на Вашингтон, се придвижват с 4000 души и на 28 юни извършват неуспешно нападение. В резултат Вашингтон освобождава Лий и в битката при Монмаут постига равенство на силите. Британците продължават отстъплението си към Ню Йорк. Тази битка белжеки края на войната в северните и средните щати. В следващите три години Вашингтон не се изправя срещу британците в голямо сражение. След Монмаут британците концентрират своята офанзива в южните колонии, където в края на 1778 г. генерал Клинтън превзема Савана, щата Джорджия, ключово пристанище в американския юг. Войската на Вашингтон се изтегля в Роуд Айланд, където той командва военните действия до края на войната. Способността му да забавя британските сили му спечелва прозвището „американския Фабий“ по аналогия с римския военачалник Квинт Фабий Максим. 
През 1779 г. Вашингтон с 20% от армията си предприема експедиция срещу 6 племена, образуващи коалицията на ирокезите, местните съюзници на британците, които нападат заселнически поселища по границата. Най-малко 40 селища на ирокезите са унищожени и според някои източници това е основанието ирокезите да нарекат Вашингтон „Разрушителя на села“.

### Шпионаж и Уест Пойнт
Вашингтон създава първата шпионска мрежа на Америка. През 1778 г. по указание на Вашингтон майор Бенджамин Талмадж формира Кръга „Кълпър“ , за да събира тайно информация за британците в Ню Йорк. Разузнаването на Кръга „Кълпър“ спасява френските сили от изненадваща британска атака, която от своя страна е предприета в резултат от сведения на Бенедикт Арнолд, генерала на Вашингтон, превърнал се в британски шпионин.
Вашингтон не обръща внимание на проявите на нелоялност от страна на Арнолд, който до тогава се е отличил в много военни кампании, включително нахлуването в Квебек. През 1779 г. Арнолд започва да снабдява британския шпионин Джон Андре с чувствителна информация, предназначена да помогне на британците да превземат Уест Пойнт, ключова американска отбранителна позиция на река Хъдсън. На 21 септември Арнолд дава на Андре планове за завладяване на гарнизона. Андре е заловен от милицията, която разкрива плановете; а Арнолд бяга в Ню Йорк. След като научава за предателството на Арнолд, Вашингтон отзовава командирите, разположени от Арнолд на ключови места около крепостта, поема лично командването на Уест Пойнт и реорганизира отбраната му.

### Бойни действия на юг и Йорктаун
Към юни 1780 г. британците са окупирали Пидмънт в Южна Каролина и контролират Юга. Силите на Вашингтон се обновяват, когато Лафайет се завръща от Франция с кораби, хора и продоволствия. През юли в Нюпорт, Роуд Айлънд пристигат и 5000 френски войници – ветерани, водени от маршал Рошамбо.
През декември генерал Клинтън изпраща Арнолд, междувременно повишен от британците в бригаден генерал, във Вирджиния с 1700 войници, за да превземе Портсмът и да нападне силите на бунтовниците. Вашингтон от своя страна изпраща Лафайет на юг, за да спре Арнолд. Рошамбо съветва Вашингтон междувременно да нападне генерал Корнуолис край Йорктаун, Вирджиния и на 19 август 1781 г. Вашингтон и Рошамбо започват поход на юг, влязал в историята като „прославения поход“. Вашингтон командва армия от 7800 французи, 3100 души милиция и 8000 войници от Континенталната армия. Неопитен в обсадната война, той често се доверява на преценката на Рошамбо; самият Рошамбо никога не оспорва авторитета на Вашингтон като главнокомандващ.
До края на септември 1781 г. американските сили заедно с френската пехота обграждат генерал Корнуолис; междувременно френският флот излиза победител в битката при Чесапийк. С бърз марш Вашингтон присъединява армията си към тази офанзива и след непрекъснат натиск британските сили се предават. Последната американска атака започна с изстрел на Вашингтон. Обсадата на Йорктаун завършва с британска капитулация на 19 октомври 1781 г.; над 7000 британски войници са взети в плен. Вашингтон води преговори за условията на капитулацията в продължение на два дни, като официалната церемония по подписването ѝ се състои на 19 октомври. Въпреки че самият мирен договор не е подписан в следващите две години, Йорктаун се оказва последната значима битка от Войната за независимост, като капитулацията на британците при Йорктаун слага край на техните опити за потушаване на Революцията. Британският парламент се съгласява да прекрати военните действия окончателно през март 1782 г.

### Демобилизация и край на войната
Когато мирните преговори започват през април 1782 г., британците и французите започват постепенно да евакуират своите сили. През март 1783 г. е разкрит заговор, в който участват някои от офицерите на Вашингтон, недоволни от липсата на заплащане. Вашингтон успешно успокоява бунта.
С подписването на Парижкия договор на 3 септември 1783 г. Великобритания официално признава американската независимост. На 2 ноември генерал Джордж Вашингтон изнася прощална реч пред своите войници, събрани в Рок Хил, Ню Джърси, последвана от такава пред офицерите на 4 декември. Той ръководи евакуацията на британските сили в Ню Йорк и е посрещнат с паради и тържества.

## Между революцията и президентството (1783 – 1789)
На 23 декември 1783 г. генерал Джордж Вашингтон подава оставка от задълженията си на главнокомандващ на армията. Това става пред Конгреса, който по това време заседава в Мериленд Стейт Хауз в Анаполис. Това действие е от изключителна важност за младата държава и създава прецедент, при който цивилни и избрани служители, а не военните, упражняват върховната власт. Оставката на Вашингтон е приветствана у дома и в чужбина; историкът Едуард Ларсън я нарича „сигнално събитие, което определя политическия курс на страната“. Положението и властта, която притежава Вашингтон са такива, че ако има желание да заграби властта, както преди него е направил Юлий Цезар, а след него Наполеон, то той е нямало да има проблем. В действителност сред най-големите му привърженици съществува желанието Вашингтон да задържи за постоянно властта и да стане крал, но той, както и повечето бащи – основатели, не одобрява тази идея.
По време на предаването на военните си пълномощия Вашингтон е посочен в документите на Континентална армия с почетната титла главнокомандващ.
След 8 години и половина война, Вашингтон е нетърпелив да се завърне у дома. Той посреща постоянен поток от посетители, които идват в Маунт Върнън да му отдадат почитта си.
Вашингтон подновява интересите си към проектите за блатото Грейт Дисмал и канал Потомак, започнати преди войната, въпреки че нито един от тях не му носи никакви дивиденти. През 1784 г. той предприема 34-дневно пътуване, изминавайки 1090 km, за да провери поземлените си владения в провинцията Охайо. Той ръководи завършването на реконструкцията на Маунт Върнън, която трансформира резиденцията му в имението, което съществува и днес. Финансовото състояние на Вашингтон обаче не е добро – кредиторите му плащат в обезценена военновременна валута и той дължи значителни суми под формата на данъци и заплати. Маунт Върнън не е реализирал печалба по време на отсъствието му, тъй като поради мор и лошо време реколтата е слаба. През 1787 г. имението отбелязва единадесета поредна година на загуба.
За да направи имението си отново печелившо, Вашингтон прилага нов план за озеленяване и успява да култивира набор от бързо растящи дървета и местни храсти. След като през 1785 г.  испанският крал Карлос III му подарява жребец за разплод, Вашингтон започва да развъжда и мулета, вярвайки, че те ще революционизират селското стопанство.

### Конституционен конвент
Преди да се върне към личния си живот през юни 1783 г., Вашингтон призовава за силен съюз и въпреки притесненията си, че може да бъде критикуван за намеса в гражданските дела, той изпраща циркулярно писмо до щатите, в което твърди, че Договорът за конфедерация не е нищо повече от „пясъчно въже“. Вашингтон вярва, че нацията е на ръба на „анархия и объркване“, уязвима на чужда намеса и че национална конституция ще обедини щатите под силно централно правителство. Бунтът на Шейс, избухнал в Масачузетс през август 1786 г., допълнително убеждава Вашингтон в необходимостта от национална конституция. Някои националисти се страхуват, че младата република е изпаднала в беззаконие и свикват среща на 11 септември 1786 г. в Анаполис, за да поискат от Конгреса да преразгледа разпоредбите на Договора за конфедерация. Конгресът се съгласява да проведе конституционен конвент във Филаделфия през 1787 г., на който всеки щат да изпрати делегати. Вашингтон е избран да ръководи делегацията на Вирджиния, но той отказва, тъй като изпитва съмнения доколко е легитимен конвентът. Джеймс Мадисън, Хенри Нокс и други негови приближени обаче смятат, че присъствието на Вашингтон може да накара неохотните щати да изпратят делегати и да улесни процеса по ратификация, което от своя страна ще даде легитимност на конвента и в крайна сметка го убеждават да присъства на събранието.
Вашингтон пристига във Филаделфия на 9 май 1787 г., а конвентът започва на 25 май. Бенджамин Франклин номинира Вашингтон да председателства събранието и той е избран с единодушие. Делегатът Едмънд Рандолф представя предложението на Вирджиния за изцяло нова конституция и суверенно национално правителство, което Вашингтон горещо препоръчва. Въпреки това подробностите около представителството са особено спорни, което води до представяне на конкурентно предложение от Ню Джърси. На 10 юли Вашингтон пише на Александър Хамилтън: „Почти се отчайвам, че ще видя благоприятен развой в работата на нашия конвент и затова се разкайвам, че съм имал някакво участие по въпроса.“ Въпреки своите съмнения, Вашингтон подкрепя работата на другите делегати, лобирайки за ратификация на Конституцията. Макар да не участва в по-голямата част от дебатите, престижът на Вашингтон е достатъчно голям, за да поддържа колегиален дух между делегатите. Той налага дух на конфиденциалност при разговорите, което кара мнозина да смятат, че основните принципи на президентската институция в САЩ са създадени, като са оформени специално за Вашингтон. След края на конвента, активната поддръжка на Вашингтон убеждава мнозина, включително и представителите на Вирджиния да приемат Конституцията на САЩ.
Окончателният вариант на Конституцията е компромис между предложенията на Вирджиния и Ню Джърси и е подписан на 17 септември 1787 г. от 39 от общо 55 делегати.
Точно преди провеждането на първите президентски избори от 1789 г., през 1788 г. Вашингтон е назначен за канцлер на Вирджинския колеж „Уилям и Мери“ – длъжност, която той продължава да заема по време на своето президентство чак до смъртта си.

### Първи президентски избори
Първите президентски избори в САЩ се провеждат в рамките на Първия конгрес на САЩ, на 4 февруари 1789 г. Оставено е всеки щат да реши сам как да бъдат избрани делегатите, които ще избират президент. От 13 щата 10 участват в електоралния вот, а от тях само 5 провеждат всеобщи избори за делегати. Всеки от 69-те избиращи делегати разполага с 2 гласа, единият от които задължително трябва да е за кандидат, който не е от щата на гласуващия. 
Делегатите на конгреса за първите президентски избори очакват победата на Вашингтон и оставят на него да дефинира длъжността, след като бъде избран. Когато щатските делегати гласуват на 4 февруари 1789 г. Вашингтон събира 69 електорални гласа и е избран за президент с единодушие, уникален случай сред президентите на САЩ и постижение, което се повтаря при избора му за втори мандат през 1792 г. На второ място с 34 електорални гласа е Джон Адамс, който става вицепрезидент.
Вашингтон притежава 32 km2 земя и, въпреки че това е значителна територия, по тогавашните стандарти се е считал за „дребен собственик“ и е факт, че никога не е имал достатъчно пари в брой. Когато става президент той взима заем от 600 паунда, за да се премести в Ню Йорк, който тогава е център на американското правителство. Въпреки че пише, че изпитва тревожност и мъка от напускането на Маунт Върнън, на 16 април Вашингтон заминава за Ню Йорк.

## Президентство (1789 – 1797)

### Първи мандат
Конгресът признава резултатите от първите президентски избори на 6 април и след известно закъснение на 30 април 1789 г. Вашингтон встъпва в длъжност и полага клетва. При встъпването му в длъжност Вашингтон преминава с карета в парад пред тълпа от 10 000 души; пред каретата вървят маршируващ оркестър и милиция, а след каретата се движат държавници и чуждестранни високопоставени лица.
Церемонията се състои пред Сената под портала на Федерал Хол в Ню Йорк. Изборът на Вашингтон за президент е разочарование за съпругата му Марта, първата Първа дама на САЩ, чието желание е да продължат със спокойния следвоенен живот в Маунт Върнън. Въпреки това тя бързо влиза в определената ѝ роля и започва да организира вечери и събирания за изтъкнати личности.
Въпреки че Вашингтон желае да служи без заплата, Конгресът настоява той да получава такава и му осигурява възнаграждение от 25 000 долара годишно (възнаграждението на вицепрезидента е 5000 долара годишно).
Вашингтон пише на Джеймс Мадисън: „Тъй като всяко първо нещо в нашата ситуация ще послужи за създаване на прецедент, от моя страна искрено желая тези прецеденти да се фиксират върху истински принципи.“ За тази цел той се противопоставя на величествените титли, предложени от Сената, включително „Негово величество“ и „Негово височество президентът“, в полза на „г-н Президент“. Създадените от него прецеденти включват реч при встъпване в длъжност, обръщения към Конгреса и форматът на кабинета на изпълнителната власт.
Вашингтон се доказва като способен администратор с добра преценка за талантите и характера на хората. През 1789 г. Конгресът създава ключови органи на изпълнителната власт като Държавния департамент, Министерството на войната и Министерството на финансите. Вашингтон назначава Едмънд Рандолф за главен прокурор, Самюъл Осгуд за главен началник на пощите, Томас Джеферсън за държавен секретар, Хенри Нокс за военен министър и Александър Хамилтън за финансов министър. Вашингтон избира и първите съдии за Върховния съд.
Кабинетът на Вашингтон се превръща в консултативен и съвещателен орган, който обаче съгласно конституцията няма правомощия. Вашингтон ограничава дискусиите в кабинета до теми по негов избор и очаква от членовете с готовност да изпълняват решенията му. Той проявява сдържаност при използването на правото си на вето, въпреки че пише „Подписвам много законопроекти, които са в разрез с преценката ми“.
Вашингтон се противопоставя на политическото разделение и остава безпартиен през целия си мандат; той е единственият безпартиен президент в историята на Съединените щати. Той симпатизира на федералистката форма на управление. Най-близките съветници на Вашингтон сформират две фракции, предвещаващи Първата партийна система. Хамилтън сформира федералистка партия, за да насърчи националния кредит и финансово силна нация. Джеферсън се противопоставя на дневния ред на Хамилтън и основава републиканска фракция. Вашингтон обаче благоприятства дневния ред на Хамилтън и в крайна сметка той влиза в сила, което води до ожесточени противоречия между него и Джеферсън. Други значими вътрешни въпроси по време на първия мандат на Вашингтон включват планирането на постоянна столица, приемането на няколко поправки в конституцията, включително Закона за правата, продължаващи дебати относно робството и разширяването в територията на индианците. Вашингтон обявява 26 ноември 1789 г. за Ден на благодарността, за да насърчи националното единство.

### Втори мандат
Първоначално Вашингтон планира да се пенсионира след първия си мандат, уморен от службата и в лошо здраве. След като се справя с вътрешните борби в кабинета си и с пристрастните критици, той не показва голям ентусиазъм за втори мандат, а и съпругата му Марта не иска той да се кандидатира отново. Племенникът на Вашингтон – Джордж Августин Вашингтон, който управлява Маунт Върнън в негово отсъствие – е критично болен, което допълнително увеличава желанието на президента да се пенсионира. Мнозина обаче го призовават да се кандидатира за втори мандат. Мадисън му казва, че отсъствието му ще позволи опасният политически разрив в неговия кабинет и Камарата да се влоши. Джеферсън също го умолява да не се пенсионира, обещавайки да спре атаките си срещу Хамилтън. Хамилтън твърди, че отсъствието на Вашингтон ще бъде „осъдено като най-голямото зло“ за страната. С наближаването на изборите от 1792 г. Вашингтон склонява да се кандидатира отново и на 13 февруари 1793 г. Избирателната колегия единодушно го преизбира за президент, отново с Джон Адамс като негов вицепрезидент. Вашингтон полага клетва и встъпва в длъжност на 4 март 1793 г. в Залата на Конгреса във Филаделфия.
На 22 април 1793 г., след избухването на Френските революционни войни, Вашингтон издава прокламация, обявяваща американския неутралитет. Той е решен да следва „приятелско и безпристрастно поведение към воюващите сили и предупреждава американците да не се намесват в конфликта. В последствие Вашингтон признава революционното правителство на Франция.
По време на втория си мандат Вашингтон се изправя пред два големи вътрешни конфликта. Първият е бунтът на уискито (1791 – 1794), избухнал в Пенсилвания срещу данъчното облагане на алкохола. През 1791 г. федералното правителство приема закон, с който се облага с данъци производството на уиски. Законът е изключително непопулярен, особено в граничните територии, и през юли 1794 г. в Пенсилвания, федерален шериф е нападнат, а местната данъчна служба е изгорена. На 7 август 1794 г. Вашингтон събира доброволни отряди милиция от няколко щата и лично предвожда 13 000 души, с които потушава безредиците. С действията си президентът категорично демонстрира, че федералният закон трябва да бъде спазван от всички щати и така предотвратява възможността за бъдещи безредици.
Вторият сериозен конфликт през втория мандат на Вашингтон е Северозападната индианска война между белите заселници от една страна и от друга страна индианците, подкрепени от британци; последните са разположени във укрепления отпреди войната за независимост и след края ѝ отказват да ги изоставят. През 1794 г. американските войски побеждават индианците в битката при Фолън Тимбърс, слагайки край на конфликта между двете страни.
Хамилтън съставя договор, който да нормализира търговските отношения с Великобритания, като същевременно накара британците да напуснат западните фортове и уреди финансовите дългове, останали от Революцията. Главният съдия Джон Джей представлява Вашингтон и подписва договора от името на САЩ на 19 ноември 1794 г. Вашингтон подкрепя договора, защото благодарение на него се избягва военен конфликт, но е разочарован, че разпоредбите му са в полза на Великобритания. Той мобилизира общественото мнение и осигурява ратификацията на споразумението, но се изправя пред обществени критики и политически спорове. След изоставянето на британските крепости около Големите езера, предложената позиция на границата между Канада и Съединените щати е изпратена на арбитраж. Многобройни дългове отпреди революцията са уредени и британците отварят Британските Западни Индии за американските търговци. Договорът осигурява мир с Великобритания и десетилетие на просперираща търговия; Джеферсън обаче твърди, че сключването му е разгневило Франция и „по-скоро е поканило, отколкото избегнало“ война. Твърдението на Джеферсън се потвърждава, като отношенията с Франция се влошават след подписването на договора и Френската директория разрешава изземването на американски кораби два дни преди изтичането на мандата на Вашингтон. Следващият президент Джон Адамс е поставен в перспектива за война. Отношенията с испанците са по-успешни: Томас Пинкни договаря Договора от Сан Лоренцо през 1795 г., уреждайки границата между Съединените щати и испанската територия и гарантирайки американския навигационен достъп до река Мисисипи.
Вашингтон ръководи първата среща на правителството на Съединените щати на 25 февруари 1793 г. 
На 31 юли 1793 г. Джеферсън подава оставка от кабинета. Хамилтън подава оставка от поста си през януари 1795 г. и е заменен от Оливър Уолкът-младши. Отношенията на Вашингтон с военния министър Хенри Нокс се влошават заради слуховете, че Нокс е печелил от договори за строителството на американски фрегати, привидно поръчани за борба с берберските пирати съгласно Военноморския закон от 1794 г. Нокс е принуден да подаде оставка. През последните месеци от втория му мандат Вашингтон е атакуван от политическите си врагове и партийната преса, която го обвинява, че е амбициозен и алчен. Той започва да гледа на пресата като на разединяваща сила.
В края на втория си мандат Вашингтон се пенсионира. Той e ужасен от личните атаки срещу него и иска да гарантира провеждането на наистина оспорвани президентски избори. Макар да не е ограничен от два мандата, пенсионирането му създава значителен прецедент. През май 1792 г., в очакване на пенсионирането си, Вашингтон инструктира Джеймс Мадисън да подготви прощално обръщение от негово име. През май 1796 г. Вашингтон изпраща ръкописа на Хамилтън, който го пренаписва широко, а Вашингтон предоставя окончателни редакции. На 19 септември 1796 г. American Daily Advertiser публикува обръщението. В него Вашингтон подчертава важността на националната идентичност, предупреждава за опасностите от политическите партии и намесата на външни съюзи във вътрешните работи на държавата. Той отправя съвет да се поддържат приятелски и търговски отношения с всички нации, но съветва САЩ да не се въвлича в европейски войни. Той подчертава важността на религията, заявявайки, че „религията и моралът са незаменима опора“ в една република.
След първоначалното публикуване на обръщението, много републиканци, включително Мадисън, отправят критики към него и го описват като антифренски кампаниен документ, като Мадисън вярва, че Вашингтон е силно пробритански настроен. През 1972 г. вашингтонският учен Джеймс Флекснър посочва, че прощалното обръщение е получило толкова внимание, колкото Декларацията за независимост на Томас Джеферсън и Гетисбъргското обръщение на Ейбрахам Линкълн. През 2010 г. Рон Черноу нарича прощалното обръщение на Вашингтон едно от най-влиятелните изявления за републиканизма.

## Оттегляне, смърт и почести
След оттеглянето си от президентството през март 1797 г. Вашингтон се завръща в Маунт Върнън с огромно чувство на облекчение и посвещава време на своите бизнес интереси. Дейността на плантацията му носи минимална печалба, а земите му на запад (в Пидмънт) дават малък доход; той се опитва да ги продаде, но неуспешно.
През 1798 г. френските капери започват да завладяват американските кораби и влошените отношения водят до т.нар. „квази-война“. Вашингтон пише на военния министър Джеймс Макхенри, предлагайки да организира армията на президента Адамс. Адамс го назначава за генерал-лейтенант, най-високата военна степен по онова време, и за главнокомандващ на армията на САЩ на 4 юли 1798 г. Назначаването на Вашингтон е като предупреждение за Франция, войната с която изглежда предстояща. Вашингтон служи като командващ генерал от 13 юли 1798 г. до смъртта си 17 месеца по-късно. Той участва в планирането, но делегира активното ръководство на армията на Хамилтън. Нито една армия не нахлува в Съединените щати през този период и Вашингтон така и не поема полево командване. Вашингтон никога повече не изпълнява активна служба и до смъртта си е воден в армейските регистри като пенсиониран генерал-лейтенант, което е еквивалент на поста му като тризвезден генерал и главнокомандващ от времето на войната за независимост.
Почти цялото богатство на Вашингтон е под формата на земя и роби, а не налични пари. За да допълни доходите си, той построява дестилерия за производство на уиски. Той купува парцели земя, за да стимулира развитието около новия федерален град (наречен в негова чест през 1791 г.) и продава индивидуални парцели на инвеститори със средни доходи, а не множество парцели на големи инвеститори, вярвайки, че първите ще са по-склонни да се ангажират с подобрения. Към момента на смъртта му през 1799 г. имението му струва около $780 000, и той притежава права над повече от 23 000 ha земя във Вирджиния, Охайо, Мериленд, Пенсилвания, Ню Йорк, Кентъки и Северозападната територия. Към 2020 г. нетната стойност на Вашингтон се оценява на еквивалента на 587  милиона долара.
След назначението му през 1798 г. Вашингтон се разболява от остър ларингит и умира на 14 декември 1799 г. в дома си. На смъртното си легло, страхувайки се да не бъде погребан жив, той инструктира личния си секретар Тобайъс Лиър да изчака три дни преди погребението му. Според Лиър Вашингтон умира между 22:00 и 23:00 часа на 14 декември 1799 г., с Марта до него. Диагнозата на болестта на Вашингтон и непосредствената причина за смъртта му са предмет на дебат, като обвиненията в лекарска грешка продължават след смъртта му. Съвременните експерти до голяма степен са стигнали до заключението, че той вероятно е починал от тежък епиглотит, усложнен от лечението, което му е дадено, което включва многократни дози очистително и значително кръвопускане, което вероятно е довело до хиповолемичен шок.
Погребението на Вашингтон се състои на 18 декември 1799 г., четири дни след смъртта му, в Маунт Върнън. Кавалерия и пехотинци водят шествието, а шестима полковници носят ковчега му. Погребението в Маунт Върнън е ограничено предимно до семейство и приятели. Преподобният Томас Дейвис чете кратка погребална служба, последвана от церемония, извършена от членове на масонската ложа на Вашингтон.
Слухът за смъртта на Вашингтон се разпространява бавно. В много селища бият църковни камбани или обявяват неработен ден в негова чест. В големите градове на Съединените щати се провеждат възпоменателни шествия. Марта изгаря кореспонденцията си с Вашингтон, за да защити нейната поверителност, въпреки че е известно, че пет писма между двойката са оцелели.
Вашингтон е погребан в семейната гробница в Маунт Върнън. В завещанието си той оставя инструкции за изграждането на нов трезор, който е завършен през 1831 г. През 1832 г. съвместна комисия на Конгреса обсъжда преместването на тялото му от Маунт Върнън в крипта в Капитолия, но южните щати категорично се възпротивяват. На 7 октомври 1837 г. останките на Вашингтон, все още в оригиналния оловен ковчег, са поставени в мраморен саркофаг, проектиран от Уилям Стрикланд и конструиран от Джон Стръдърс.
Конгресменът Хенри „Артилеристът“ Хари Лий, командир от Войната за независимост, възхвалява Вашингтон като „гражданин пръв във войната, пръв в мира и на първо място в сърцата на своите сънародници“.
С изключение на Дуайт Айзенхауер, който има пожизнено назначение като „армейски генерал“ (пет звезди), Джордж Вашингтон е единственият президент с военен чин, който се завръща в армията, след като напуска президентския пост. Странното е, че след Войната за независимост е получил званието генерал-лейтенант (с 3 звезди), а след това има много генерали в американската история с пълни 4 звезди (а генерал Юлисис Грант е с 5 звезди) и всичките те са с по-висш чин. Генерал Джон Пършинг достига до ранг „генерал на армиите“, което е по-висш ранг от 5-звездните генерали (в действителност той има 4 звезди). Този въпрос е разрешен през 1976 г., по време на честванията на 200-годишнината от основаването на държавата, когато с акт на Конгреса Вашингтон е произведен посмъртно в „генерал на армиите на Съединените щати“. Президентът Джералд Форд заявява, че Вашингтон ще бъде винаги „на първо място сред всички офицери от армията, минали и настоящи“. На 13 март 1978 г. Вашингтон е официално повишен и от армията.

## Личен живот

### Характер и интереси
През 1809 г. Мейсън Лок Уиймс написва агиографска биография в чест на Вашингтон. Черноу твърди, че Уиймс се е опитал да хуманизира Вашингтон, да вдъхнови „патриотизъм и морал“ и да насърчи „трайни митове“, като този за отказа на Вашингтон да излъже за отсичането на черешовото дърво на баща му. Историята е за пословичната честност на Вашингтон като дете и разказва как той, за да изпробва нова брадва, отсича черешово дърво. Когато баща му опитва да разбере кой е злосторникът, той казва една от най-прословутите реплики в американската история „Не мога да лъжа, аз бях този, който отсече черешата“. Уиймс разказва и друга придобила известност история за Вашингтон, който се моли за божията помощ на самотно място в гората край Маунт Върнън. Разказите на Уиймс никога не са доказани или опровергани.
Вашингтон е донякъде резервиран като личност, въпреки че е известен със силното си присъствие. Държи речи и прави публични обръщения, когато се изисква от поста му, но не е известен като изтъкнат оратор или дебатьор. Пие алкохол в умерени количества, като се противопоставя на прекомерното пиене, пушенето на тютюн, хазарта и ругатните. Той е по-висок от повечето си съвременници; данните за ръста му варират между 1,83 и 1,92 m. Известен е с физическата си сила. Има сиво-сини очи и дълга червеникаво-кестенява коса. Не носи напудрена перука; вместо това той носи косата си накъдрена, напудрена и вързана на опашка според съвременната мода.
Вашингтон е известен със своята скромност и контролирани лични амбиции. Никога не приема заплащане за своята военна служба, устоявайки твърдо на желанията на своите офицери. Когато Джон Адамс го предлага пред Конгреса за генерал-лейтенант и ръководител на Континенталната армия, Вашингтон напуска залата и така позволява на всички, несъгласни с това предложение, да се изкажат свободно. По-късно, когато приема тези постове, той ясно заявява, че се чувства недостоен за тях.
Често се казва, че едно от най-големите достижения на Вашингтон е, че успява да избегне получаването на повече власт, отколкото му е нужна. Той систематично се стреми да не се забърква в никакви политически интриги. Не допуска непотизъм и кронизъм, включително по време на война отказва да повиши в пост своя братовчед Уилям Вашингтон, за да не бъде обвинен, че го фаворизира. Томас Джеферсън пише „Умереността и добродетелността на този човек предотврати възможността тази Революция, както много други такива, да извърши преврат срещу свободата, в името на която тя дойде“.
Вашингтон трудно се съгласява да служи втори мандат като президент и категорично отказва да приеме трети такъв, поставяйки началото на традиция, запазила се до Франклин Делано Рузвелт, американските президенти да служат до два мандата. По време на церемонията по полагане на клетва на Джон Адамс се твърди, че Вашингтон го дръпва на страна и му казва: „Е, аз успях да се измъкна, а ти успя да влезеш, сега ще видим кой ще се наслаждава повече“. Вашингтон отказва да напусне кабинета преди новоизбраните президент Джон Адамс и вицепрезидент Томас Джеферсън да приемат принципа, че бившите президенти се ползват единствено и само с правата на обикновените граждани.
Вашингтон е талантлив ездач. Джеферсън го описва като „най-добрия ездач на своето време“. Той колекционира чистокръвни животни в Маунт Върнън; двата му любими коня са Блускин и Нелсън. Той е и страстен почитател на крикета – игра, която е популярна в британските колонии – и винаги, когато има възможност, я практикува.

### Здраве
Вашингтон страда през целия си живот от лошите си зъби, като губи поне по един зъб всяка година от 24-годишна възраст. В крайна сметка губи всичките си зъби, с изключение на един, и е известно, че по време на президентството си има няколко комплекта изкуствени зъбии. Противно на общоприетото предание, те не са направени от дърво, а от метал, слонова кост, кост, животински зъби и човешки зъби, вероятно получени от роби. Предполага се, че състоянието му е предизвикано от дъвченето на живачен окис, който му е изписван като лекарство против малария и едра шарка. Проблемите със зъбите му причиняват постоянни болки, които той лекува с лауданум. През 1790 г. получава животозастрашаващ пристъп на пневмония, от който никога не се възстановява напълно.

### Брак и потомство
Заболяването на Вашингтон през 1751 г. от едра шарка може да е довело до стерилност, въпреки че Черноу отбелязва, че е възможно Марта „да е получила нараняване по време на раждането на Патси, нейното последно дете, правейки допълнителни раждания невъзможни“. Двойката страда от факта, че няма общи деца. Двамата отглеждат децата на Марта – Джон Парк Къстис (Джаки) и Марта Парк Къстис (Патси), а по-късно и двете най-малки деца на Джаки, Елинор Парк Къстис (Нели) и Джордж Вашингтон Парк Къстис (Уоши), и издържат многобройни племенници.

### Религия
Вашингтон е кръстен като дете през април 1732 г. и е отдаден член на англиканската църква. Известно е, че се e моли и чете Библията всеки ден, като насърчава молитвите и в публичните си изказвания. Възможно е преди революцията редовно да се е причестявал, но след това не го прави. Като президент, Вашингтон признава големи религиозни вероизповедания, изнася речи за религиозната толерантност и се противопоставя на приемането на държавна религия. Той възприема идеите, ценностите и начина на мислене на Просвещението, макар да не таи презрение към организираното християнство и неговото духовенство. През 1793 г., говорейки пред членове на Новата църква в Балтимор, Вашингтон казва: „Имаме много причини да се радваме, че в тази земя светлината на истината и разумът триумфира над силата на фанатизма и суеверието.“ Черноу твърди, че Вашингтон „никога не е използвал религията си като средство за партийни цели или в служебни начинания“.
Религиозната вяра на Вашингтон е предмет на спорове. Има достоверни доказателства, че той, както и много от „бащите основатели“, е деист и вярва в Бог, макар че той предпочита да го нарича Провидение, но не вярва в намесата свише след създаването на света. След Революцията, когато Епископалната църква става официалната религия на Вирджиния, той е член на епископалното настоятелство в местната църква. Той често говори за нуждата от религия по принцип и придружава жена си по време на богослуженията, но няма каквито и да било доказателства някога да е вземал причастие от църковна общност и винаги напуска церемонията преди да се премине към причастието. Когато преподобният Джеймс Абъркромби от епископалната църква „Св. Петър“ споменава в седмичната си проповед, че тези, които не приемат причастие, дават недобър пример, Вашингтон престава да участва в неделните проповеди. Дълго след смъртта на Вашингтон, запитан за неговите религиозни възгледи, Абъркромби отговаря: „Господин Вашингтон беше деист“. Няколкото проповеди, които са съставени от Вашингтон в края на живота му, претърпяват значителни редакции. На смъртното си легло Вашингтон не иска присъствие на свещеник, въпреки че такъв е бил наличен. 

### Масонство
Масонството е широко приета институция в края на XVIII век, известна със застъпничеството си за морални учения. Американските масонски ложи не споделят възгледите против духовенството на европейските ложи. Масонска ложа е основана във Фредериксбърг, Вирджиния, през септември 1752 г. и Вашингтон е посветен като един от първите ѝ чираци два месеца по-късно на 20-годишна възраст. В рамките на една година той напредва в редиците на ложата, за да стане майстор масон. През 1777 г. е препоръчан за поста Велик майстор на новосъздадената Велика ложа на Вирджиния; източниците се различават по отношение на това дали той е отказал или никога не е поканен, но така и не поема ролята. Той служи като магистър на александрийската масонска ложа в периода 1788 – 1789 г. Множество сувенири, свързани с Вашингтон, се съхраняват в масонските ложи, като най-известната е Джордж Вашингтон Масоник Мемориъл в Александрия, Вирджиния.

### Възгледи за робството
По време на живота на Вашингтон най-малко 577 роби живеят и работят в Маунт Върнън. Той наследява някои от тях, 84 роби придобива като зестра след брака си с Марта и купува най-малко 71 роби между 1752 и 1773 г. От 1786 г. той наема роби като част от споразумение със съседно имение; те са общо 40 през 1799 г.
Вашингтон притежава роби през целия си живот, което е обичайно за робовладелската аристокрация на Вирджиния, към която той принадлежи. Робството е дълбоко вкоренено в икономическата и социална структура на колонията. Преди Войната за независимост възгледите на Вашингтон за робството съвпадат с тези на повечето плантатори от Вирджиния от онова време: „основният му интерес все още е техният принос към икономическия живот на плантацията“. От 60-те години на XVIII век обаче, Вашингтон постепенно започва да се противопоставя на робството, настоява за човешко третиране на робите и изпитва все по-голяма трудност да приеме тази „лична привилегия“. Първите му съмнения са предизвикани от избора му да премине от отглеждане на тютюн към зърнени култури, което го оставя със скъпоструващ излишък от роби, съответно го кара да постави под въпрос икономическата ефективност на системата. В писмо от 1778 г. до Лунд Вашингтон той изразява желанието си „да се откаже от негрите“.
Нарастващото му разочарование от институцията е подтикнато от принципите на революцията и от влиянието на близки приятели като маркиз дьо Лафайет и Хамилтън. Повечето историци са съгласни, че революцията е централна за еволюцията на нагласите на Вашингтон. Кенет Морган пише, че след 1783 г. „[Вашингтон] започва да изразява вътрешно напрежение относно проблема с робството по-често, макар и винаги насаме“. Като президент той запазва публично мълчание по темата, вярвайки, че това е национален проблем, който може да подкопае съюза. Той изразява морална подкрепа на план, предложен от Лафайет, за закупуване на земя и освобождаване на роби, които да работят върху нея, но избира да не участва в експеримента. Вашингтон лично изразява подкрепата си за еманципация пред видните методисти Томас Коук и Франсис Асбъри през 1785 г., но отказва да подпише петицията им. В лична кореспонденция през следващата година той изяснява желанието си да види институцията на робството прекратена чрез постепенен законодателен процес, възглед, който корелира с основната литература срещу робството, публикувана през 80-те години на XVIII век. Историкът Роджър Бърнс пише: „Колкото повече остарява, толкова повече [Вашингтон] смята, че робството е неморално и неправилно. Дълго преди революцията, Вашингтон възприема необичайната позиция да отказва продажбата на роби и да не позволява разделяне на робските семейства“. След революцията Вашингтон казва на свой английски приятел: „Предвиждам, че нищо друго освен прекратяването на робството няма да помогне толкова много за сплотяването и поддържането на Съюза и това трябва да се превърне в основен принцип“. Вашингтон пише през 1786 г. на своя приятел Джон Франсис Мърсър: „Никога няма да притежавам роб чрез купуването му, едно от първите ми желания е да видя разработен и приет план, който ще доведе до прекратяването на робството в тази страна по бавен, сигурен и необратим начин“. Десет години по-късно пише на Робърт Морис: „Няма жив човек, който да желае по-искрено от мен да види приет план за постепенно премахване на робството“. Вашингтон еманципира 123 или 124 роби, което е много необичайно сред големите робовладелци във Вирджиния по време на революционната епоха. Въпреки това той остава зависим от робския труд за работата във фермите си.
Въз основа на личните му документи и разкази на негови съвременници, Вашингтон бавно развива предпазлива симпатия към аболиционизма, която завършва с доброволното освобождаване на дългогодишния му камериер Били Лий и освобождаването на останалите роби, които притежава в лично качество, веднага след смъртта на Марта. За разлика от другите робовладелци сред бащите – основатели, Вашингтон включва разпореждане в своето завещание, съгласно което след неговата смърт робите му получават свобода. На 1 януари 1801 г., една година след смъртта на Джордж Вашингтон, вдовицата му Марта Вашингтон подписва заповед за освобождаването на робите му. Много от тях нямат желание да напуснат; други отказват да изоставят съпрузи или деца, които все още са държани като роби по силата на зестра от имението Къстис. Следвайки инструкциите на Вашингтон в неговото завещание, до началото на 1830 г. се предоставят средства за изхранване и обличане на младите, възрастните и немощните роби.

## Наследство

### Влияние
Вашингтон е една от най-влиятелните фигури в американската история. Губернаторът на Вирджиния Хенри Лий в посмъртен адрес го нарича „първи във война, първи в мир и първи в сърцата на своите сънародници“. Проучванията постоянно поставят Вашингтон сред най-високо ценените президенти. Посмъртно е наречен „баща на Отечеството“, често е смятан за най-значимата фигура измежду „бащите – основатели“ и редовно е честван от признателните потомци.
Вашингтон се превръща в международен символ на освобождението и национализма като водач на първата успешна революция срещу колониална империя. През 1879 г. Конгресът обявява рождения му ден за федерален празник.
Президентската библиотека на Вашингтон се помещава в имението Маунт Върнън, което е превърнато в национална историческа забележителност. Документите на Вашингтон се съхраняват в Библиотеката на Конгреса.
Джордж Вашингтон избира Уест Пойнт, Ню Йорк, за място на военната академия на САЩ.

### Обекти, носещи името на Вашингтон
Много места и паметници са кръстени в чест на Вашингтон, включително столицата на САЩ – Вашингтон, окръг Колумбия, и щата Вашингтон. Окръг Колумбия е създаден с акт на Конгреса от 1790 и Джордж Вашингтон е в основата му. Той взема участие и в избора на място за Белия дом. По това време теренът на бъдещата столица представлява мочурище и остава такова до XIX век. Столицата е разположена на юг, а не близо до големите градове на север, като компромис при съставянето на конституцията, за да се получи подкрепата на южните щати.
На 21 февруари 1885 г. е открит Монументът на Вашингтон –  мраморен обелиск, висок 169 m, във Вашингтон, окръг Колумбия.
Вашингтон е един от четиримата президенти в Храма на демокрацията, колосална скулптура от Гуцон Борглум в планината Ръшмор в Южна Дакота. Мостът Джордж Вашингтон, открит през 1931 г., свързва Ню Йорк с Ню Джърси. Редица средни училища и университети са кръстени в чест на Вашингтон, включително университета „Джордж Вашингтон“ и Вашингтонския университет в Сейнт Луис.
На негово име е наречена улица „Георг Вашингтон“ в Центъра на София (Карта).

### Изображения
Ликът на Джордж Вашингтон присъства върху банкнотата от 1 долар, както и на монетата от 25 цента, издавана до 1796 г. Вашингтон е изобразен на първата пощенска марка през 1847 г. и оттогава неговото изображение присъства на повече пощенски марки на Съединените щати от всеки друг.
|  |  |  |  |
|  |  |  |  |

### Цитирана литература
- ((bg)) Ланинг, Майкъл Лий. 100-те най-влиятелни пълководци на всички времена.   София, Издателство „Репортер“, 1998. ISBN 954-8102-32-3.
- ((en)) Akers, Charles W. John Adams //  The Presidents: A Reference History. 3rd.   Scribner, 2002. ISBN 9780684312262.
- ((en)) Alden, John R. George Washington: A Biography.   Louisiana State University Press, 1996. ISBN 9780807121269.
- ((en)) Anderson, Fred. Crucible of War: The Seven Years' War and the Fate of Empire in British North America, 1754–1766.   Alfred A. Knopf, 2007. ISBN 9780307425393.
- ((en)) Avlon, John. Washington's Farewell: The Founding Father's Warning to Future Generations.   Simon & Schuster, 2017. ISBN 9781476746463.
- ((en)) Banner, Stuart. Establishing the Court //  The Most Powerful Court in the World: A History of the Supreme Court of the United States. online.   Oxford University Press, 2024. ISBN 9780197780350. DOI:10.1093/oso/9780197780350.003.0002.
- ((en)) Banning, Lance. Responses of the Presidents to Charges of Misconduct.   Delacorte Press, 1974. ISBN 9780440059233.
- ((en)) Bartoloni-Tuazon, Kathleen. For Fear of an Elective King: George Washington and the Presidential Title Controversy of 1789.   Cornell University Press, 2014. ISBN 9780801452987.
- ((en)) Bell, William Gardner. Commanding Generals and Chiefs of Staff, 1775–2005: Portraits & Biographical Sketches of the United States Army's Senior Officer.   Center of Military History, United States Army, 1992. ISBN 9780160359125.
- ((en)) Benn, Carl. Historic Fort York, 1793–1993.   Dundurn, 1993. ISBN 9780920474792.
- ((en)) Boorstin, Daniel J. The Americans: The National Experience.   Vintage Books, 2010. ISBN 9780307756473.
- ((en)) Bordewich, Fergus M. The First Congress.   Simon & Schuster, 2016. ISBN 9781451691931.
- ((en)) Browne, Stephen Howard. The Ides of War: George Washington and the Newburgh Crisis.   University of South Carolina Press, 2016. ISBN 9781611176599.
- ((en)) Calloway, Colin G. The Indian World of George Washington: The First President, the First Americans, and the Birth of the Nation.   Oxford University Press, 2018. ISBN 9780190652166.
- ((en)) Carlson, Brady. Dead Presidents: An American Adventure into the Strange Deaths and Surprising Afterlives of Our Nation's Leaders.   W.W. Norton & Company, 2016. ISBN 9780393243949.
- ((en)) Chernow, Ron. Alexander Hamilton.   Penguin Press, 2005. ISBN 9781101200858.
- ((en)) Chernow, Ron. Washington: A Life.   Penguin Press, 2010. ISBN 9781594202667.
- ((en)) Chervinsky, Lindsay. The Cabinet: George Washington and the Creation of an American Institution.   Belknap Press, 2020. ISBN 9780674986480.
- ((en)) Coe, Alexis. You Never Forget Your First: A Biography of George Washington.   Viking Press, 2020. ISBN 9780735224100.
- ((en)) Cogliano, Francis. A Revolutionary Friendship: Washington, Jefferson, and the American Republic.   Harvard University Press, 2024. ISBN 9780674296596.
- ((en)) Cooke, Jacob E. George Washington //  The Presidents: A Reference History. 3rd.   Scribner, 2002. ISBN 9780684312262. с. 1–21.
- ((en)) Costello, Matthew. The Property of the Nation: George Washington's Tomb, Mount Vernon, and the Memory of the First President.   University Press of Kansas, 2021. ISBN 9780700633364.
- ((en)) Cunliffe, Marcus. George Washington: Man and Monument.   Little, Brown, 1958. ISBN 9780316164344.
- ((en)) Elkins, Stanley M., McKitrick, Eric. The Age of Federalism.   Oxford University Press, 1995. ISBN 9780195093810.
- ((en)) Ellis, Joseph J. His Excellency: George Washington.   Alfred A. Knopf, 2004. ISBN 9781400040315.
- ((en)) Ellis, Richard J. Founding the American Presidency.   Rowman & Littlefield, 1999. ISBN 9780847694990.
- ((en)) Ferling, John E. Almost a Miracle: The American Victory in the War of Independence.   Oxford University Press, 2007. ISBN 9780199758470.
- ((en)) Ferling, John E. Setting the World Ablaze: Washington, Adams, Jefferson, and the American Revolution.   Oxford University Press, 2002. ISBN 9780195134094.
- ((en)) Ferling, John E. The Ascent of George Washington: The Hidden Political Genius of an American Icon.   Bloomsbury Press, 2009. ISBN 9781608191826.
- ((en)) Ferling, John E. The First of Men: A Life of George Washington.   Oxford University Press, 2010. ISBN 9780199752751.
- ((en)) Fischer, David Hackett. Washington's Crossing.   Oxford University Press, 2004. ISBN 9780195170344.
- ((en)) Fishman, Ethan M., Pederson, William D., Rozell, Mark J. George Washington: Foundation of Presidential Leadership and Character.   Praeger, 2001. ISBN 9780275968687.
- ((en)) Fitzpatrick, John C. (1936). "Washington, George". In Malone, Dumas (ed.). Dictionary of American Biography. Vol. 19. Scribner. pp. 509–527.
- ((en)) Fleming, Thomas. The Perils of Peace: America's Struggle for Survival After Yorktown.   Smithsonian, 2007. ISBN 9780061139109.
- ((en)) Flexner, James Thomas. George Washington: The Forge of Experience (1732–1775).   Little, Brown, 1965. ISBN 9780316285971.
- ((en)) Flexner, James Thomas. George Washington: Anguish and Farewell (1793–1799).   Little, Brown, 1972. ISBN 9780316286022.
- ((en)) Flexner, James Thomas. Washington: The Indispensable Man.   Little, Brown, 1974. ISBN 9780316286053.
- ((en)) Frazer, Gregg L. The Religious Beliefs of America's Founders: Reason, Revelation, and Revolution.   University Press of Kansas, 2012. ISBN 9780700618453.
- ((en)) Genovese, Michael, Landry, Alysa. US Presidents and the Destruction of the Native American Nations.   Palgrave Macmillan, 2021. ISBN 9783030835736.
- ((en)) Glenn, Justin. The Washingtons: A Family History. Т. 1.   Savas Publishing, 2014. ISBN 9781940669267.
- ((en)) Gregg, Gary L., Spalding, Matthew. Patriot Sage: George Washington and the American Political Tradition.   ISI Books, 1999. ISBN 9781882926381.
- ((en)) Grizzard, Frank E. Jr. George Washington: A Biographical Companion.   ABC-CLIO, 2002. ISBN 9781576070826.
- ((en)) Grizzard, Frank E. Jr. George!: A Guide to All Things Washington.   Mariner, 2005. ISBN 9780976823889.
- ((en)) Harrison, Adrienne. A Powerful Mind: The Self-Education of George Washington.   Potomac Books, 2015. ISBN 9781612347257.
- ((en)) Hayes, Kevin J. George Washington, A Life in Books.   Oxford University Press, 2017. ISBN 9780190456672.
- ((en)) Henriques, Peter R. Realistic Visionary: A Portrait of George Washington.   University Press of Virginia, 2006. ISBN 9780813927411.
- ((en)) Hirschfeld, Fritz. George Washington and Slavery: A Documentary Portrayal.   University of Missouri Press, 1997. ISBN 9780826211354.
- ((en)) Holmes, David. The Faiths of the Founding Fathers.   Oxford University Press, 2006. ISBN 9780199740963.
- ((en)) Isaacson, Walter. Benjamin Franklin: An American Life.   Simon & Schuster, 2003. ISBN 9780743260848.
- ((en)) Kohn, Richard H. Eagle and Sword: The Federalists and the Creation of the Military Establishment in America, 1783–1802.   Free Press, 1975. ISBN 9780029175514.
- ((en)) Lancaster, Bruce, Plumb, John H. The American Revolution.   American Heritage Press, 1985. ISBN 9780828102810.
- ((en)) Larson, Edward. The Return of George Washington: Uniting the States, 1783–1789.   HarperCollins, 2014. ISBN 9780062248695.
- ((en)) Lengel, Edward G. First Entrepreneur: How George Washington Built His—And The Nation's—Prosperity.   Da Capo Press, 2015. ISBN 9780306823473.
- ((en)) Lengel, Edward G. General George Washington: A Military Life.   Random House, 2005. ISBN 9781400060818.
- ((en)) Lender, Mark, Stone, Gary. Fatal Sunday: George Washington, the Monmouth Campaign, and the Politics of Battle.   University of Oklahoma Press, 2016. ISBN 9780806155135.
- ((en)) Levy, Philip. Where the Cherry Tree Grew: The Story of Ferry Farm, George Washington's Boyhood Home.   Macmillan, 2013. ISBN 9781250023148.
- ((en)) McCullough, David. 1776.   Simon & Schuster, 2005. ISBN 9780743226714.
- ((en)) Mann, Barbara. George Washington's War on Native America.   University of Nebraska Press, 2008. ISBN 9780803216358.
- ((en)) Middlekauff, Robert. Washington's Revolution: The Making of America's First Leader.   Knopf Doubleday Publishing Group, 2015. ISBN 9781101874240.
- ((en)) Misencik, Paul. George Washington and the Half-King Chief Tanacharison.   McFarland, 2014. ISBN 9781476615400.
- ((en)) Morgan, Philip D. (2005). "'To Get Quit of Negroes': George Washington and Slavery". Journal of American Studies. 39 (3): 403–429. doi:10.1017/S0021875805000599. JSTOR 27557691.
- ((en)) Morrison, Jeffery H. The Political Philosophy of George Washington.   Johns Hopkins University Press, 2009. ISBN 9780801891090.
- ((en)) Murray, Robert K., Blessing, Tim H. Greatness in the White House: Rating the Presidents, from Washington Through Ronald Reagan. 2nd, updated.   Pennsylvania State University Press, 1994. ISBN 9780271010892.
- ((en)) Nagy, John. George Washington's Secret Spy War: The Making of America's First Spymaster.   St. Martin's Press, 2016. ISBN 9781250096821.
- ((en)) Novak, Michael, Novak, Jana. Washington's God: Religion, Liberty, and the Father of Our Country.   Basic Books, 2007. ISBN 9780465051267.
- ((en)) Nowlan, Robert A. The American Presidents, Washington to Tyler: What They Did, What They Said, What Was Said About Them, with Full Source Notes.   McFarland, 2014. ISBN 9781476601182.
- ((en)) Painter, Nell Irvin. Creating Black Americans: African-American History and Its Meanings, 1619 to the Present.   Oxford University Press, 2006. ISBN 9780195137552.
- ((en)) Palmer, Dave Richard. George Washington and Benedict Arnold: A Tale of Two Patriots.   Regnery Publishing, 2006. ISBN 9781596981645.
- ((en)) Philbrick, Nathaniel. Valiant Ambition: George Washington, Benedict Arnold, and the Fate of the American Revolution.   Viking Press, 2016. ISBN 9780143110194.
- ((en)) Puls, Mark. Henry Knox: Visionary General of the American Revolution.   St. Martin's Press, 2008. ISBN 9780230611429.
- ((en)) Ragsdale, Bruce. Washington at the Plow: The Founding Father and the Question of Slavery.   Harvard University Press, 2021. ISBN 9780674246386.
- ((en)) Randall, Willard Sterne. George Washington: A Life.   Henry Holt, 1997. ISBN 9780805027792.
- ((en)) Rasmussen, William M. S., Tilton, Robert S. George Washington: The Man Behind the Myths.   University Press of Virginia, 1999. ISBN 9780813919003.
- ((en)) Rhodehamel, John. George Washington: The Wonder of the Age.   Yale University Press, 2017. ISBN 9780300219975.
- ((en)) Rockland, Michael. The George Washington Bridge: Poetry in Steel.   Rutgers University Press, 2020. ISBN 9780813594644.

- ((en)) Rose, Alexander. Washington's Spies: The Story of America's First Spy Ring.   Random House Publishing Group, 2006. ISBN 9780553804218.
- ((en)) Spalding, Matthew, Garrity, Patrick J. A Sacred Union of Citizens: George Washington's Farewell Address and the American Character.   Rowman & Littlefield, 1996. ISBN 9780847682621.
- ((en)) Stavish, Mark. Freemasonry: Rituals, Symbols & History of the Secret Society.   Llewellyn Publications, 2007. ISBN 9780738711485.
- ((en)) Subak, Susan. The Five-Ton Life.   University of Nebraska Press, 2018. ISBN 9780803296886.
- ((en)) Tabbert, Mark. A Deserving Brother: George Washington and Freemasonry.   University of Virginia Press, 2022. ISBN 9780813947228.
- ((en)) Taylor, Alan. American Revolutions: A Continental History, 1750–1804.   W.W. Norton & Company, 2016. ISBN 9780393354768.
- ((en)) Tschachler, Heinz. George Washington on Coins and Currency.   McFarland, 2020. ISBN 9781476681108.
- ((en)) Twohig, Dorothy. 'That Species of Property': Washington's Role in the Controversy over Slavery //  George Washington Reconsidered.   University Press of Virginia, 2001. ISBN 9780813920054. с. 114–138. Посетен на June 13, 2024.
- ((en)) Unger, Harlow Giles. "Mr. President": George Washington and the Making of the Nation's Highest Office.   Da Capo Press, 2013. ISBN 9780306822414.
- ((en)) Vicchio, Stephen. George Washington's Religion.   Wipf & Stock, 2019. ISBN 9781532688393.
- ((en)) Weems, Mason Locke. A History of the Life and Death, Virtues and Exploits of General George Washington, with Curious Anecdotes, Equally Honourable to Himself and Exemplary to His Young Countrymen.   J.B. Lippincott, 1918.
- ((en)) West, Christopher. A History of America in Thirty-Six Postage Stamps.   Picador, 2014. ISBN 9781250043689.
- ((en)) Wiencek, Henry. An Imperfect God: George Washington, His Slaves, and the Creation of America.   Farrar, Straus and Giroux, 2003. ISBN 9780374175269.
- ((en)) Willcox, William B., Arnstein, Walter L. The Age of Aristocracy 1688 to 1830. Fifth.   D.C. Heath and Company, 1988. ISBN 9780669134230.
- ((en)) Wood, Gordon S. The Radicalism of the American Revolution.   Alfred A. Knopf, 1992. ISBN 9780679404934.
- ((en)) Wood, Gordon S. George Washington Reconsidered.   University Press of Virginia, 2001. ISBN 9780813920054.
- ((en)) Wright, Robert. The Continental Army.   U.S. Army Center of Military History, 1983. ISBN 9780160019319.
- ((en)) Wulf, Andrea. Founding Gardeners: The Revolutionary Generation, Nature, and the Shaping of the American Nation.   Alfred A. Knopf, 2011. ISBN 9780307390684.